# Karol Żwir
Karol Żwir (ur. 12 czerwca 1995 w Reszlu) – polski piłkarz występujący na pozycji napastnika w Stomilu Olsztyn.

## Kariera
Podczas kariery juniorskiej Żwir grał w MKS-ie Korsze do 2009 roku. W tym samym roku młody piłkarz zaczynał grać dla juniorów Stomilu Olsztyn. 2 lata później, gdy miał tylko 16 lat, włączono go do pierwszego zespołu.

## Kariera reprezentacyjna
Żwir występował w wielu juniorskich reprezentacjach Polski. Ponadto w trakcie reprezentowania Polski do lat 17 zdobył z nią brązowy medal na Mistrzostwach Europy w 2012 roku.